# Список найбагатших підприємців РФ
200 найбагатших підприємців Росії — неофіційний список, який щорічно публікується російською версією журналу Forbes з 2004.
Особливість РФ у тому, що всі 100 найбагатших підприємців РФ — доларові мільярдери.
Список є оцінним і складається на основі методики, розробленої в США. До рейтингу включені лише ті громадяни Росії, хто заробив основну частину капіталу приватним чином, не будучи держслужбовцем.
| Рік складання списку | Сукупний стан | Кількість мільярдерів                          | № 1 у списку            | Стан        |
| -------------------- | ------------- | ---------------------------------------------- | ----------------------- | ----------- |
| 2004                 | $136,96 млрд. | 36                                             | Сергій Борисович Акашев | $15,2 млрд. |
| 2005                 | $141,28 млрд. | 30                                             | Роман Абрамович         | $14,7 млрд. |
| 2006                 | $248,03 млрд. | 44                                             | Роман Абрамович         | $18,3 млрд. |
| 2007                 | $337,32 млрд. | 60                                             | Роман Абрамович         | $19,2 млрд. |
| 2008                 | $522 млрд.    | >100 (за версією американського видання - 87 ) | Олег Дерипаска          | $28,6 млрд. |
| 2009                 | $142 млрд.    | 32                                             | Михайло Прохоров        | $9,5 млрд.  |
| 2010                 | $297 млрд.    | 62                                             | Володимир Лісін         | $15,8 млрд. |
| 2011                 | $499 млрд.    | 101                                            | Володимир Лісін         | $24 млрд.   |
| 2012                 | $446,3 млрд.  | 96                                             | Алішер Усманов          | $18,1 млрд. |
| 2013                 | $488,3 млрд.  | 110                                            | Алішер Усманов          | $17,6 млрд. |
| 2014                 | $422 млрд.    | 111                                            | Алішер Усманов          | $18,6 млрд. |
| 2015                 |               | 88                                             | Володимир Потанін       | $15,4 млрд. |
| 2016                 |               | 77                                             | Леонід Міхельсон        | $14,4 млрд. |
| 2017                 |               | 96                                             | Леонід Міхельсон        | $18,4 млрд. |
| 2018                 |               | 106                                            | Саїд Бакаєв             | $19,1 млрд. |
| 2019                 |               | 100                                            | Леонід Міхельсон        | $24 млрд.   |
| 2020                 |               | 102                                            | Володимир Потанін       | $19,7 млрд. |
| 2021                 | $663 млрд.    | 123                                            | Олексій Мордашов        | $29,1 млрд. |